# Tom Sawyer (film 1973)
Tom Sawyer è un film del 1973 diretto da Don Taylor, tratto dal romanzo Le avventure di Tom Sawyer di Mark Twain.

## Trama
Ambientato nel XIX secolo si rivive le avventure dei due personaggi letterari Tom Sawyer e il suo migliore amico, Huckleberry Finn. Testimoni di un delitto commesso dal mezzosangue Injun Joe la loro vita tranquilla in un piccolo paese non sarà più tale.

## Produzione
Il film venne prodotto dalla United Artists con il Reader's Digest.

## Riconoscimenti
Il film ebbe numerose nomination: 
- 1974 - Premio Oscar Nomination
  - Miglior colonna sonora
  - Migliori costumi
  - Miglior scenografia
- 1974 - Golden Globe, Nomination
  - Migliore colonna sonora originale
  - Miglior film commedia o musicale

## Distribuzione

### Data di uscita
Il film venne distribuito in varie nazioni, fra cui:
- Stati Uniti d'America, Tom Sawyer 14 marzo 1973
- Argentina 12 luglio 1973
- Svezia, Tom Sawyers äventyr 15 dicembre 1973
- Spagna, Las aventuras de Tom Sawyer 19 dicembre 1973
- Danimarca 26 dicembre 1973
- Finlandia, Tom Sawyerin seikkailut 28 marzo 1975

## Colonna sonora
1. Tom Sawyer - Zia Polly, Mary, Sidney
2. River Song - Charlie Pride
3. How Come?
4. Gratifaction - Ragazzi
5. If'n I Was God
6. A Man's Gotta Be (What He's Born to Be)
7. Hannibal, Mo(Zour-Ee)
8. Freebootin - Tom, Huckleberry
9. Aunt Polly's Soliloquy - Zia Polly (il soliloquio di zia Polly)

## Critica
Condita da varie canzoni all'interno della pellicola, il film non riesce, nonostante la bravura degli attori, a superare la noia nel rivedere per l'ennesima volta la stessa storia.